# Guglielmo IV (vescovo di Torino)
Guglielmo IV di Torino (... – Torino, 1164) è stato un vescovo cattolico italiano.

## Biografia
Sul conto di Guglielmo IV le notizie biografiche sono quantomai oscure, a tal punto che alcuni storici come l'Ughelli addirittura ritengono che la sua figura non sia mai esistita (mentre egli viene unito all'elenco dei vescovi torinesi da monsignor Dalla Chiesa o dal Meiranesio).
Fu eletto vescovo di Torino nel 1162 e fece delle concessioni di tipo feudale a Guglielmo da Castelnuovo di un podere detto il Rosaio che apparteneva alla basilica di San Giovanni, dietro pagamento di un apposito affitto.
Morì a Torino nel 1164.